# نولوود (ایلینوی)
نولوود (به انگلیسی: Knollwood) یک منطقهٔ مسکونی در ایالات متحده آمریکا است که در ایلینوی واقع شده‌است. نولوود ۱٬۷۴۷ نفر جمعیت دارد.